# Unternehmen Beowulf

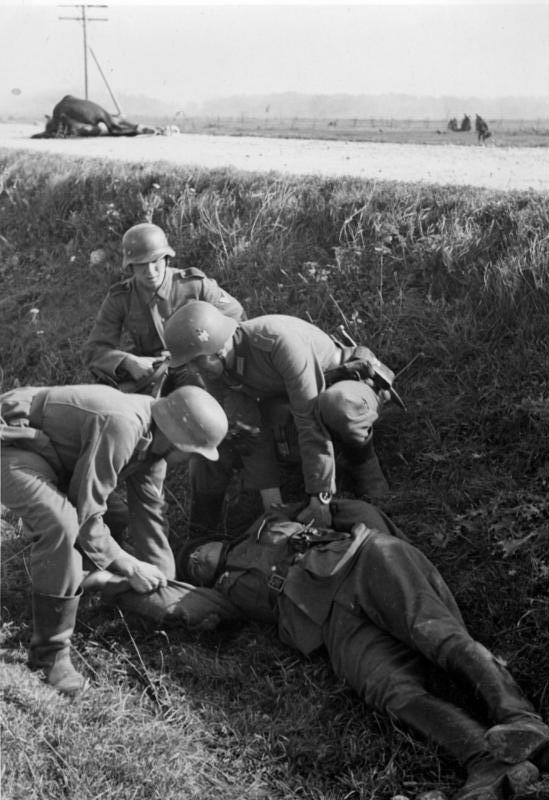
Gefallener deutscher Filmberichterstatter vor Ahrensburg (estn. Kuressaare) auf der Insel Ösel

Unternehmen Beowulf war der Deckname für die Eroberung der estnischen Insel Saaremaa (deutsch: Ösel) in der Ostsee vom 13. bis zum 27. September 1941 während des deutschen Angriffs auf die Sowjetunion (Unternehmen Barbarossa).
Das Landungsunternehmen wurde durch drei Scheinunternehmungen der Kriegsmarine gedeckt – „Nordwind“, „Westwind“ und „Südwind“ –, die die Aufmerksamkeit der sowjetischen Kräfte ablenken sollten, indem sie Landungen durch deutsch-finnische Marinekräfte an anderen Stellen vortäuschten. Dabei erlitt die finnische Marine allerdings mit dem Untergang des Küstenpanzerschiffs Ilmarinen mit 271 Mann seiner Besatzung ihren schwersten Verlust.
Die 61. Infanterie-Division der Wehrmacht wurde im Raum um den Ort Virtsu (Werder) an der Westküste Estlands für die Landung gesammelt und bereitgestellt. Für das Anlanden der Truppen war der sogenannte Erprobungsverband Ostsee mit seinen Landungsbooten zuständig. Die Truppen landeten auf der Ostseite der Insel Muhu (Moon). Von dort erfolgte der weitere Übergang mit Sturmbooten auf die Insel Saaremaa.
Am 14. September landete die erste Welle der 61. Infanterie-Division auf der Insel Moon. Am 16. September wurde ein Brückenkopf auf Ösel gebildet. Vom 25. bis zum 27. September wurden die auf der Halbinsel Sõrve (Sworbe) zusammengedrängten sowjetischen Verteidiger durch die Leichten Kreuzer Leipzig und Emden sowie die Torpedoboote T 7, T 8 und T 11 beschossen.
Am 27. September endete das Unternehmen mit der Kapitulation der sowjetischen Truppen auf der Halbinsel Sworbe.
Die Einnahme der Insel Dagö (estnisch Hiiumaa) folgte als Unternehmen Siegfried vom 12. bis zum 21. Oktober 1941.